# Matti Hovi
Matti Hovi (* 28. Oktober 1937) ist ein ehemaliger finnischer Radrennfahrer.

## Sportliche Laufbahn
1959 begann Hovi mit dem Radsport, er war im Straßenradsport aktiv. Hovi gewann mehrere Rennen in der finnischen B-Klasse und siegte im Frühjahr 1961 in zwei Qualifikationsrennen für die Teilnahme an der Friedensfahrt. 1966 und 1971 siegte er im Eintagesrennen Kauhajoen maantiejoat. 1967 gewann er eine Etappe im Rennen Tunturi–Haka.
Die Internationale Friedensfahrt bestritt er viermal. 1961 wurde er 61., 1962 74., 1967 82. und 1968 61. der Gesamtwertung. Hovi fuhr mit der Nationalmannschaft auch das Milk Race und die Polen-Rundfahrt.